# Грос-Польцин
Грос-Польцин (нім. Groß Polzin) — громада в Німеччині, розташована в землі Мекленбург-Передня Померанія. Входить до складу району Передня Померанія-Грайфсвальд. Складова частина об'єднання громад Цюссов.
Площа — 29,38 км2. Населення становить 400 ос. (станом на 31 грудня 2020).